# Parade (альбом Spandau Ballet)
Parade — четвертий студійний альбом британського гурту Spandau Ballet, виданий в 1984 році.

## Список композицій
Автор музики і слів Гері Кемп. 
| #  | Назва                           | Тривалість |
| -- | ------------------------------- | ---------- |
| 1. | «Only When You Leave»           | 5:12       |
| 2. | «Highly Strung»                 | 4:11       |
| 3. | «I'll Fly for You»              | 5:37       |
| 4. | «Nature of the Beast»           | 5:15       |
| 5. | «Revenge for Love»              | 4:23       |
| 6. | «Always in the Back of My Mind» | 4:30       |
| 7. | «With the Pride»                | 5:32       |
| 8. | «Round and Round»               | 5:30       |

## Учасники запису
Spandau Ballet
- Тоні Гедлі — вокал
- Гері Кемп — гітара, бек-вокал
- Мартін Кемп — бас-гітара
- Стів Норман — саксофон, перкусія
- Джон Кіблі — ударні

Додаткові музиканти
- Джесс Бейлі — клавішні

## Позиції в чартах
| Чарт (1984)     | Найвища позиція |
| --------------- | --------------- |
| Австралія       | 4               |
| Велика Британія | 2               |
| Італія          | 1               |
| Канада          | 21              |
| Нідерланды      | 1               |
| Нова Зеландія   | 8               |
| Норвегія        | 7               |
| США             | 50              |
| Швеція          | 9               |